# Celso Arinos Motta

Celso Arinos Mota, fotografia presente no Arquivo Nacional.

Celso Arinos Mota é um advogado e político brasileiro do estado de Minas Gerais.
Em Mariana residia no histórico casarão do Barão de Pontal, na rua Direita.

## Política
Esteve inserido no executivo e legislativo marianense. Seu primeiro cargo público foi como presidente da Câmara de Vereadores de Mariana, na legislatura de 1936 - 1937. Também foi vereador de 1947 a 1950.
Foi prefeito interino de Mariana, substituindo, por um curto período, o prefeito da cidade Josafá Macedo. Durante sua gestão, o conjunto arquitetônico de Mariana foi tombado pelo SPHAN, em 1938.
Foi eleito deputado estadual na Assembleia Legislativa de Minas Gerais para a 2.ª Legislatura (1951 - 1955), e  deputado federal para a 4.ª Legislatura (1959 - 1963), pelo PSP. Na 3.ª Legislatura, substituiu Sebastião Patrus de Souza, de 21 de agosto a 28 de outubro de 1956 e de 25 de junho a 31 de agosto de 1957. Era líder do partido na Câmara.
Mota era o cacique da esquerda política marianense, tendo eleito, a partir de seu apoio, diversos prefeitos: como João Ramos Filho e Hélio Petrus.

## Advocacia
Em 1964, por conta do golpe militar brasileiro, foi preso, a justificativa do governo era falsificação de documentos, a partir de um cartório que Arinos Mota possuía em Mariana. Recebeu a condenação em 1966, ficando em prisão domiciliar por dois anos. Ele advogava na defesa de presos políticos.
Na Cadeia de Mariana, há o parlatório - lugar destinado para a conversa entre advogados e clientes - Celso Arinos Mota.